# Radoslav Simić
Radoslav Simić est un joueur d'échecs serbe né le 9 janvier 1948 à Mali Požarevac et mort le 13 janvier 2020.

## Titres
Grand maître international depuis 1984. Simić a remporté les tournois de :
- Belgrade (en 1976, 1977, 1980 et 1982) ;
- Kikinda 1978 ;
- l'open de Noël de Zurich en 1980 (il fut également 1er-6e ex æquo en 1978) ;
- Pernik 1981 et 1983 ;
- Bela Crkva en 1982 ;
- Stara Pazova 1983 ;
- Bad Wörishofen 1987 ;
- Montpellier 1988 ;
- Bad Mergentheim 1988.

Son meilleur résultat au championnat de Yougoslavie fut une troisième place ex aequo obtenue en 1984. Il fut classé centième joueur mondial en 1988.